# Storia
『storia』（ストーリア）は、2009年7月1日にSME Recordsから発売された、Kalafinaの5枚目のシングル。KalafinaにとってはMaya脱退後の初の作品となる。一部の店舗では購入特典としてオリジナルポストカードが配布されていた。

## 収録曲
1. storia [3:38]
作詞／作曲／編曲：梶浦由記
2. lirica [5:20]
作詞／作曲／編曲：梶浦由記
3. storia 〜Instrumental〜 [3:38]
作曲／編曲：梶浦由記
表題曲「storia」のインストルメンタル。

## 各曲解説

### storia
NHK総合テレビで放映されている歴史情報番組『歴史秘話ヒストリア』のオープニングテーマ曲「Historia:opening theme」の別バージョン。原曲の歌詞は意味のない言葉（いわゆる「梶浦語」）だが、「storia」の歌詞は一部を除き日本語化されている。『ヒストリア』の音楽（このオープニング曲を含む）をKalafinaサウンドプロデューサーでもある梶浦が作曲しており、その縁でカバーされた。この番組のイメージソングと位置付けられており、2009年6月3日放送回でエンディング曲として使用された。2013年1月から2021年3月まで『歴史秘話ヒストリア』の主題歌となっていた。

## 初回生産限定盤
通常版と同時に初回生産限定盤（SECL-786〜SECL-787）が発売された。「storia」のビデオクリップを収録したDVDが同梱されている。